# Mercy Wanjiku
Mercy Wanjiku Njoroge (10 giugno 1986) è una siepista keniota.

## Palmarès
| Anno | Manifestazione          | Sede        | Evento       | Risultato | Prestazione | Note |
| ---- | ----------------------- | ----------- | ------------ | --------- | ----------- | ---- |
| 2007 | Giochi panafricani      | Algeri      | 3000 m siepi | 5ª        | 10'07"48    |      |
| 2008 | Campionati africani     | Addis Abeba | 3000 m siepi | 5ª        | 10'38"28    |      |
| 2010 | Campionati africani     | Nairobi     | 3000 m siepi | 4ª        | 9'38"79     |      |
| 2010 | Giochi del Commonwealth | New Delhi   | 3000 m siepi | Argento   | 9'41"54     |      |
| 2011 | Mondiali                | Taegu       | 3000 m siepi | Bronzo    | 9'17"88     |      |
| 2012 | Campionati africani     | Porto Novo  | 3000 m siepi | Oro       | 9'43"26     |      |